# Austrolimnophila irwinsmithae
Austrolimnophila irwinsmithae là một loài ruồi trong họ Limoniidae. Chúng phân bố ở miền Australasia.